# 酒井邦嘉
酒井 邦嘉（さかい くによし、1964年9月17日- ）は、日本の脳生理学者、東京大学教授、理学博士。

## 略歴・人物
酒井邦嘉は1964年東京生まれ。筑波大学附属高等学校へ進み、高校時代は曽我大介と同じオーケストラ部に所属し、酒井はヴァイオリン奏者であった。同校を1983年に卒業すると東京大学理学部物理学科（1987年卒業）から同学大学院へ進み、同博士課程を1992年に修了、博士論文「Neural organization for the long-term memory of paired associates in the primate temporal cortex (対連合学習に基づく長期記憶の側頭葉ニューロン表現) 」を受理される。同学医学部第一生理学教室助手職につく。1900年台後半にハーバード大学医学部（リサーチフェロー1995年）、マサチューセッツ工科大学（訪問研究員1996年）で研究し、1997年に東京大学総合文化研究科助教授。同学准教授（2007年）を経て、2023年5月時点は同教授（2012年）。

チョムスキー言語学と脳科学を統合し、人間の脳が言語を生み出す仕組みを解明している。

## 受賞
- 2002年 - 毎日出版文化賞受賞、『言語の脳科学』に対して[4][5]。
- 2002年 - 第19回塚原仲晃記念賞、『言語の脳科学』に対して。脳機能マッピングによる言語処理機構の解明[6]。

## 著書

### 単著
- 『心にいどむ認知脳科学―記憶と意識の統一論』〈岩波科学ライブラリー〉 1997[7][8][9][10]
- 『言語の脳科学―脳はどのようにことばを生みだすか』〈中公新書〉 2002[11][12][13]
- 『科学者という仕事―独創性はどのように生まれるか』〈中公新書〉2007[14][15]

- 『脳を創る読書 : なぜ「紙の本」が人にとって必要なのか』実業之日本社 2011年　のち同社〈じっぴコンパクト文庫〉2017
- 『考える教室』実業之日本社 2015年　のち同社〈じっぴコンパクト文庫〉2017
- 『科学という考え方 アインシュタインの宇宙』〈中公新書2375〉2016年
- 『高校数学でわかるアインシュタイン 科学という考え方』東京大学出版会、2016年
- 『チョムスキーと言語脳科学』集英社インターナショナル〈インターナショナル新書〉 2019年

#### 児童書
- 『脳の言語地図』明治書院〈学びやぶっく〉、2009[16][17]
- 明治書院〈脳でわかるサイエンス〉（絵本）
  - 1『ことばの冒険』 2011
  - 2『こころの冒険』山田和明 (イラスト) 2012年
  - 3『脳の冒険』山田和明 (イラスト) 2013年

#### 論文
- 「視覚的イメージのニューロン機構」『神経研究の進歩』第39巻第4号 (通号203) 医学書院 1995-08、p612-623[18][19]
- 「言語の認知脳科学」『生体の科学』第49巻第1号 金原一郎記念医学医療振興財団 1998-02、p10-22
- 「脳は時を心に刻む」『科学』第68巻第2号 岩波書店 1998-02、p164-168

### 共編著
- 堀田凱樹 共著『遺伝子・脳・言語―サイエンス・カフェの愉しみ』〈中公新書〉 2007
- 『芸術を創る脳 美・語・人間性をめぐる対話』東京大学出版 2013。共著者は、曽我大介、羽生善治、前田知洋、千住博 2013

#### 論文
- 酒井邦嘉ほか「分子―海馬―記憶 第II部　記憶制御装置としての海馬」『Brain and nerve』第43巻第2号 医学書院 1991-02、p111-128
- 櫻井彰人、酒井邦嘉「言語獲得のモデル」『数理科学』第38巻第6号 (通号444) サイエンス社 2000-05、p45-52

## 関連資料
- 東京大学大学院情報学環・学際情報学府『東京大学大学院情報学環・学際情報学府年報』2015年度第11号 東京大学 2016-03。国立国会図書館デジタルコレクション  (pdf)
- 日本進化学会ニュース編集委員会『日本進化学会ニュース』第18巻第26号 日本進化学会 2017-07-18。国立国会図書館デジタルコレクション、国立国会図書館書誌ID:11722764
- 「研究業績目録」『教育研究年報』2017年度 東海大学 2019-03。国立国会図書館デジタルコレクション